# Южноиндийская раса
Южноинди́йская ра́са (также дравидийская раса, мелано-индийская раса, дравидоиды) — одна из человеческих рас. Рассматривается как переходная или промежуточная малая раса. Распространена в Южной Индии, Шри-Ланке и на Мальдивах в основном среди дравидов (телугу, тамилов и других народов). Образована в древности в результате смешения коренного веддоидного населения Индостана с переселившимися на эту территорию с севера южными европеоидами.

## Классификация
Южноиндийская раса (под названиями «дравидийская» или «мелано-индийская») была выделена среди прочих в первой классификации человеческих рас с опорой только на антропологические признаки, которую предложил Ж. Деникер (1900). Данная раса отмечается и в более ранних расовых классификациях, и в большинстве последующих. При этом в тех или иных классификациях южноиндийская раса может рассматриваться как переходная (промежуточная) раса или может включаться в разные большие расы, а в пределах больших может объединяться с разными малыми расами. Так, например, в классификации Г. Ф. Дебеца южноиндийская раса представляет особую расовую подветвь, в которой отмечается влияние индо-афганской европеоидной и веддоидной рас. Вместе с курильской (айнской) расой и подветвью, состоящей из веддоидной, австралоидной, меланезийской, негритосской и тасманийской рас, южноиндийская раса является частью океанической ветви большой негро-австралоидной расы. В работах Я. Я. Рогинского и М. Г. Левина южноиндийская (дравидийская) малая раса вместе с эфиопской (восточноафриканской) представляют собой две промежуточные расы, образующие переходные группы популяций между большой евразийской (европеоидной) и большой экваториальной (австрало-негроидной) расами. Существуют также классификации, в которых южноиндийская раса включается вместе с эфиопской, негрской, центральноафриканской и южноафриканской локальными расами в негроидную ветвь евро-африканского расового ствола.

## Признаки
Южноиндийская раса характеризуется следующими антропологическими признаками:
- тёмный или очень тёмный цвет кожи;
- карий цвет радужки глаз; сравнительно большие размеры глаз;
- чёрный цвет волос; волосы волнистые или, реже, прямые;
- небольшой величины высокосводный и долихокранный череп;
- низкое и неширокое лицо со слабым развитием прогнатизма;
- широкий или средней ширины не очень сильно выступающий нос с вогнутым переносьем;
- значительная толщина слизистой губ;
- сравнительно небольшая длина тела.

По утверждению А. П. Пестрякова, сильно развитый третичный волосяной покров на теле, вероятнее всего, является австралоидным субстратом, а ярко выраженная темнокожесть — древним негроидным (меланезоидным) субстратом. Комплекс антропологических признаков южноиндийской расы в значительной степени схож с особенностями эфиопской расы. Различаются они только по некоторым размерам лица и форме носа. По сравнению с эфиопами дравидов выделяет более широкое и низкое лицо и более широкая форма носа. Между тем, генетическое родство этих рас маловероятно. Похожие антропологические признаки возникли, скорее всего, независимо друг от друга.